# Esteghlal Khuzestan FC
Der Esteghlal Khuzestan Football Club (persisch باشگاه فوتبال استقلال خوزستان) ist ein iranischer Fußballverein mit Sitz in der Stadt Ahvaz in der Provinz Chuzestan.

## Geschichte

### Gründung bis Aufstieg
Der Klub erwarb im August 2011 das Startrecht in der zweitklassigen Azadegan League vom Esteghlal Jonoub SC, dieser stieg daraufhin in die dritte Spielklasse ab und wurden im Juli 2018 schließlich verkauft. In der Saison 2011/12 wurde die Mannschaft in der zweiten Liga dann schließlich in die Gruppe B eingeteilt. Dort erreichte die Mannschaft mit 35 Punkten am Ende der Spielzeit den sechsten Platz. Die Folgesaison konnte er Klub schließlich mit 46 Punkten auf dem zweiten Platz abschließen. Ursprünglich hätte der Sieger der Gruppe, der Shahrdari Tabriz FC, als Aufsteiger festgestanden. Da jedoch bekannt wurde, dass der Klub in einen großen Spielmanipulationsskandal verwickelt war, wurde er strafversetzt und Esteghlal durfte stattdessen in die erstklassige Persian Gulf Pro League aufsteigen.

### Zwischen Abstiegskampf und Meistertitel
Die erste Saison in der ersten Liga konnte der Klub schließlich mit 29 Punkten auf dem 12. Platz abschließen. Dabei entschied allein das Torverhältnis über den Klassenerhalt, da Zob-Ahan und Fajr-Sepasi ebenfalls 29 Punkte auf dem Konto hatten. Mit sogar nur 27 Punkten ging es am Ende darauffolgenden Spielzeit schließlich in die Abstiegsrelegation. Dort traf die Mannschaft auf Mes Kerman. Nach einer 0:1-Niederlage im Hinspiel gelang ein 2:0-Sieg, womit der Klub die Relegation für sich entscheiden konnte und damit in der Liga verblieb.
Komplett konträr gegenüber den beiden vorherigen Saisons verlief schließlich die Spielzeit 2015/16 an dessen Ende es mit 57 Punkten schließlich für die erste Meisterschaft in der Geschichte des Klubs reichte. Erneut wurde dieses Ergebnis aber nur knapp erreicht, da Persepolis Teheran zwar ebenfalls 57 Punkte jedoch das schlechte Torverhältnis vorweisen konnte. Damit qualifizierte sich der Klub ebenfalls für die AFC Champions League 2017. Dort wurde die Mannschaft in die Gruppe B gelost und belegte mit neun Punkten den zweiten Platz, womit es in die nächste Runde ging. Im Achtelfinale traf die Mannschaft schließlich auf al-Hilal aus Saudi-Arabien, beide Spiele wurden dabei auf aufgrund der angespannten politischen Situation auf neutralem Grund ausgetragen. Sowohl das Hin- als auch Rückspiel wurde von Khuzestan dann mit 1:2 verloren und somit war der Wettbewerb für den Klub hier beendet.

### Abstieg zurück in die Zweite Liga bis heute
In der Saison 2016/17 reichte es mit 18 Punkten dann schließlich nur noch für den zehnten Platz. Noch schlechter schnitt man dann nach der Spielzeit 2017/18 Punkte ab, hier reichte dann die höhere Punktzahl von 31 sogar nur noch für den zwölften Platz. Die letzte Spielzeit in der ersten Liga begann dann schon mit einem Punktabzug von sechs Zählern durch die FIFA denkbar schlecht. Mit dann am Ende zwölf Punkten ging es schließlich über den 16. und damit letzten Platz wieder zurück in die zweitklassige Azadegan League.
Mit 48 Punkten landete man in der unteren Spielklasse am Ende der Saison 2019/20 dann auch nur auf dem neunten Platz.
2022/23 wurde man Vizemeister und stieg wieder in die erste Liga auf. 2023/24 belegte man mit einem Punk Vorsprung auf den Abstiegsplatz den 14. Tabellenplatz.

## Erfolge
- Iranischer Meister: 2015/16
- Azadegan League: 2012/13 Gruppe B (2. Platz)